# Farol do Cabo de Gata
O farol de Gata foi construído em 1863, de 18 metros de altura, com intervalos a cada 30 segundos a mais de 50 metros sobre o nível do mar, onde se pode observar desde 30 milhas de distância.

## História
No século XX acompanhou-se com a casa do farol e outras instalações ao seu redor. Este farol foi construído sobre o castelo de san Francisco de Paula (1738), que mais tarde foi desartilhado pela guerra da independência da Espanha.

## Clima
O observatório Farol de Cabo de Gata (36°43′18.8″ N, 2°11′34.69″ W), tem registado durante o período 1961-1990 156 mm de precipitação anual média.